# Ouvrage d'Eth
Pour les articles homonymes, voir Eth.
L'ouvrage d'Eth est un ouvrage fortifié de la ligne Maginot, situé sur la commune d'Eth, dans le département du Nord.
Il s'agit d'un petit ouvrage d'infanterie (de quatrième classe) comptant deux blocs. Construit à partir de 1934, l'ouvrage a été abimé par les combats de mai 1940.

## Position sur la ligne
L'ouvrage d'Eth se trouve à l'extrémité orientale du secteur fortifié de l'Escaut, juste avant la limite avec le secteur fortifié de Maubeuge.
L'ouvrage est flanqué d'une part à l'ouest par la casemate d'intervalle de Jenlain (CORF), d'autre part au sud-est par les blockhaus STG et 1re RM de Wargnies.
Il s'agit de l'ouvrage le plus au nord de la ligne : il est isolé, aucun ouvrage d'artillerie ne le couvrant de ses tirs.

## Description
L'ouvrage devait être complété en second cycle avec une entrée des hommes, une entrée du matériel, une caserne, une usine et un bloc armé d'une tourelle pour deux canons de 75 mm. Ces organes restèrent à l'état de projet faute de financement.
Une galerie souterraine relie les deux blocs, avec une petite usine et une caserne. L'ouvrage est relié par un égout visitable (qui sert de sortie de secours) à la casemate de Jeanlain, qui se trouve à 600 m à l'ouest.
Le bloc 1 sert d'entrée et en même temps de casemate d'infanterie flanquant vers l'ouest. Il est armé avec un créneau mixte pour JM/AC 47 (jumelage de mitrailleuses et canon antichar de 47 mm), un autre créneau pour jumelage de mitrailleuses, une cloche d'arme mixte et deux cloches GFM (guetteur et fusil mitrailleur type B, dont l'un sert d'observatoire avec un périscope).
Le bloc 2 sert de bloc-tourelle et de casemate d'infanterie flanquant vers l'est. Il est armé avec une tourelle pour deux armes mixtes, un créneau pour JM/AC 47, un autre créneau pour JM, une cloche GFM et une cloche lance-grenades.

## Histoire
Le marché de la construction est daté du 21 novembre 1934, pour un prix tout compris de 7 580 000 francs de l'époque.
Pendant la bataille de France, Eth se retrouve sur la ligne de combat dès le 22 mai 1940, pendant lequel le bloc 2 et la casemate de Jeanlain sont, après une préparation d'artillerie, pris à partie par deux pièces allemandes de 88 mm qui cherchent à faire des coups d'embrasure. La tourelle ne peut que rester éclipsée pour éviter d'exposer sa muraille.
Le 23 et 24, les tirs au percutant reprennent, disloquant en surface le béton du bloc 2 et de la casemate voisine. La cloche AM de Jeanlain disperse les servants d'un 88 mm imprudemment installé dans son angle de tir, avec deux rafales de mitrailleuses et six obus de 25 mm.
Le 26 au matin, la façade du bloc 2 est percée, tuant un adjudant-chef. Les armes du bloc 1 sont neutralisées les unes après les autres, avant qu'un assaut d'infanterie allemand ne couronne les dessus. Le capitaine commandant l'ouvrage donne alors l'ordre d'évacuer l'ouvrage par l'égout le reliant à la casemate de Jeanlain. À 10 h 20, cette dernière cesse aussi le combat, avec 160 hommes à l'intérieur.

## Accès
L'ouvrage est à l'ouest de la route qui va d'Eth à Wargnies-le-Grand, relié par l'impasse du Bois Godefroy ; le bloc 2 correspond à la cote 110 et le bloc 1 se trouve aujourd'hui à côté d'une ferme.